# Fire Fighters
Fire Fighters er en amerikansk stumfilm fra 1922 af Robert F. McGowan og Tom McNamara.

## Medvirkende
- Ernie Morrison som Booker T. Bacon
- Jackie Condon som Roosevelt "Roosie" Pershing Smith
- Peggy Cartwright som Peggy
- George "Freckles" Warde som Freckles
- Richard Billings
- Elmo Billings